# Міжнародний рік картоплі
Міжнаро́дний рік карто́плі (англ. The International Year of the Potato) — 2008 рік.
Генеральна Асамблея ООН проголосила 2008 рік Міжнародним роком картоплі, звернувши тим самим увагу світових держав на роль цього багатого вітаміном С овоча.

## Електронні джерела
- Міжнародний рік картоплі(рос.)
- Вебсайт Міжнародного року картоплі

1. 1 2  https://docs.un.org/en/A/RES/60/191
2. 1 2  https://www.fao.org/agriculture/crops/core-themes/theme/hort-indust-crops/international-year-of-the-potato/en/